# مهدی صباغی
مهدی صباغی (با نام اصلی فیروز صباغی) (۱۳۳۰ – ۱۲ خرداد ۱۴۰۱) بازیگر سینما و تلویزیون اهل ایران بود.

## گزیدهٔ آثار

### سینما
- سرگذشت (سریال تلویزیونی) (۱۳۹۸)
- بی‌حسی موضعی (۱۳۹۷)
- جابه‌جا (۱۳۹۱)
- آسمان هشتم (۱۳۸۹)
- زنان ونوسی، مردان مریخی (۱۳۸۹)
- مهتاب روی سکو (۱۳۸۹)
- آخرین نقش (۱۳۸۶)
- راننده تاکسی (۱۳۸۵)
- عاشق (۱۳۸۵)
- ستاره‌ها (جلد ۲: ستاره است) (۱۳۸۴)
- ستاره‌ها (جلد ۳: ستاره بود) (۱۳۸۴)
- کافه ستاره (۱۳۸۳)
- گل یخ (۱۳۸۳)
- صورتی (۱۳۸۱)
- راننده شخصی (۱۳۷۸)
- سلطان (۱۳۷۵)
- گرگ‌های گرسنه (۱۳۷۰)
- بازگشت قهرمان (۱۳۶۹)
- سایه خیال (۱۳۶۹)
- تماس (۱۳۶۸)
- طوبی (۱۳۶۷)
- زمزمه (۱۳۶۶)
- گردو (۱۳۶۶)
- گریز از شهر (۱۳۶۴)

### تلویزیون
| سال  | نام                 | سمت    | کارگردان                                      | پخش از     |
| ---- | ------------------- | ------ | --------------------------------------------- | ---------- |
| ۱۳۹۶ | مرز خوشبختی         | بازیگر | حسین سهیلی‌زاده                                | شبکه دو    |
| ۱۳۹۲ | سرزمین مادری        | بازیگر | کمال تبریزی                                   | شبکه سه    |
| ۱۳۸۸ | دفترخانه شماره ۱۳   | بازیگر | سیدوحید حسینی                                 | شبکه یک    |
| ۱۳۸۶ | سلام                | بازیگر | محمدرضا فرزین                                 | شبکه تهران |
| ۱۳۸۶ | راه بی پایان        | بازیگر | همایون اسعدیان                                | شبکه سه    |
| ۱۳۸۰ | پلیس جوان           | بازیگر | سیروس مقدم                                    | شبکه سه    |
| ۱۳۷۲ | خانواده حمزه‌علی خان | بازیگر | محمدباقر خسروی                                | شبکه یک    |
| ۱۳۶۹ | کمند خاطرات         | بازیگر | هوشنگ پاکروان، سید ضیاءالدین دری و حسین خندان | شبکه یک    |
| ۱۳۶۸ | عقیق                | بازیگر | حمید تمجیدی                                   | شبکه دو    |

## رادیویی
نمایش‌های رادیویی: 
- شبکه فرهنگ: نمایش‌های علمی تخیلی (۱۳۹۱–۱۳۸۲)
- شبکه سلامت: نمایش سلامت (۱۳۹۴–۱۳۹۲)
- شبکه ایران: کوی نشاط (۱۳۹۴–۱۳۹۱)
- صبح جمعه با شما
- گوینده نمایشنامه‌های طنز رادیو مشهد

دوبله:
- دوبله طنز در سیمای خراسان

## درگذشت
مهدی صباغی پنجشنبه ۱۲ خرداد ۱۴۰۱ در سن ۷۱ سالگی براثر سکته مغزی در بیمارستان شریعتی ماهدشت درگذشت. پیکر او روز دوشنبه ۱۶ خرداد در قطعه هنرمندان بهشت رضا در مشهد تشییع شد‌. 